# Water from an Ancient Well
Az 1985-ös Water from an Ancient Well Abdullah Ibrahim nagylemeze. Szerepel az 1001 lemez, amit hallanod kell, mielőtt meghalsz című könyvben.

## Az album dalai
|    | Cím                        | Szerző(k) | Hossz |
| -- | -------------------------- | --------- | ----- |
| 1. | Mandela                    | Ibrahim   | 4:58  |
| 2. | Song for Sathima           | Ibrahim   | 6:10  |
| 3. | Mannenberg (Revisited)     | Ibrahim   | 6:09  |
| 4. | Tuang Guru                 | Ibrahim   | 5:24  |
| 5. | Water from an Ancient Well | Ibrahim   | 11:55 |
| 6. | The Wedding                | Ibrahim   | 2:38  |
| 7. | The Mountain               | Ibrahim   | 3:19  |
| 8. | Sameeda                    | Ibrahim   | 5:56  |

## Közreműködők
- Abdullah Ibrahim – zongora
- Carlos Ward – altfuvola
- Ricky Ford – tenorszaxofon
- Charles Davis – baritonszaxofon
- David Williams – nagybőgő
- Ben Riley – dob
- Dick Griffin – harsona

## Fordítás
Ez a szócikk részben vagy egészben a Water from an Ancient Well című angol Wikipédia-szócikk ezen változatának fordításán alapul.  Az eredeti cikk szerkesztőit annak laptörténete sorolja fel. Ez a jelzés csupán a megfogalmazás eredetét és a szerzői jogokat jelzi, nem szolgál a cikkben szereplő információk forrásmegjelöléseként.